# Gossip Girl (säsong 1)

## Avsnitt
| Nummer (totalt) | Nummer (säsong) | Titel                                  | Regisserad av      | Skriven av                                                                 | Ursprungligt sändningsdatum | Tittare i USA (i miljoner) |
| --- | --------------- | -------------------------------------- | ------------------ | -------------------------------------------------------------------------- | --------------------------- | -------------------------- |
| 1 | 1               | "Pilot"                                | Mark Piznarski     | Teleplay: Josh Schwartz & Stephanie Savage                                 | 19 september 2007           | 3.50                       |
| "Gossip Girl", helt och hållet filmad i New York och baserad på den populära ungdomsbokserien av Cecily von Ziegesar, kretsar kring de privilegierade överklasstonåringarna på Manhattans Upper East Side och den anonyma bloggerskan, Gossip Girl, som ger dem de senaste ryktena som förekommer i deras exklusiva inre krets. I seriens premiäravsnitt är Gossip Girl upptagen med att sprida de senaste nyheterna om att innetjejen Serena van Der Woodsen har återvänt till Manhattan efter en mystisk och självvald exil. Varken orsaken till hennes försvinnande eller orsaken till hennes återkomst är känd, men det avslöjas för tittarna att Serenas yngre bror, Eric van der Woodsen, försökte att begå självmord, och nu vårdas på Ostroff Center. Serenas bästa vän, Blair Waldorf, har blandade känslor angående sin väns återkomst, då hon njutit av att vara "bidrottningen" under Serenas frånvaro och inte är redo att avstå sin nya position på den sociala stegen, för att inte tala om faktumet att hon alltid misstänkt att det funnits outtalade känslor mellan Serena och hennes pojkvän sedan långt tillbaka, Nathaniel "Nate" Archibald. Dessa misstankar bekräftas när Nate erkänner för Blair att han hade sex med Serena natten innan hon lämnade staden. Samtidigt avslöjar värstingen Charles "Chuck" Bass för Serena att han spionerade på dem medan de hade sex. Detta antyds vara anledningen till att Serena lämnade för internatskolan. En vansinnig Blair förbjuder Nate att prata med Serena om de ska kunna laga sitt förhållande, vilket tvingar Nate att undertrycka sina känslor. De socialt utstötta syskonen Daniel "Dan" Humphrey och Jennifer "Jenny" Humphrey flyttar in hos sin pappa, Rufus, i Brooklyn när de kommer tillbaka från att ha besökt sin mamma i Hudson. Dan har sedan långt tillbaka varit kär i Serena och hans önskningar besannas när han lyckas få en dejt med henne. Han tar med henne till en spelning av hans pappas band, Lincoln Hawk, medan Jenny arbetar för Blair i utbyte mot en inbjudan till den efterlängtade "Kiss On the Lips"-festen. Väl där försöker Chuck att tvinga henne att hångla med honom. Serena och Dan kommer, till Blairs ilska, oinbjudna till festen för att rädda Jenny, vilket slutar med att Dan slår ner Chuck. Serenas mor, Lily Van Der Woodsen, konfronterar Rufus, som hon tidigare haft ett förhållande med, om att deras barn dejtar. |                 |                                        |                    |                                                                            |                             |                            |
| 2 | 2               | "The Wild Brunch"                      | Mark Piznarski     | Josh Schwartz & Stephanie Savage                                           | 26 september 2007           | 2.48                       |
| I efterdyningarna av den skandalösa "Kiss On the Lips"-festen får Serena ett iskallt mottagande från sin bästa vän Blair, som avslöjar att hon vet att Serena låg med hennes pojkvän, Nate, innan hon mystiskt försvann till en internatskola. Som om stämningen inte kunde bli kyligare, bestämmer sig Serena för att ta med Dan till hans ärkefiende Chucks välgörenhetsbrunch på The Palace, där saker hettar till. Blair får reda på att Nate har försökt att ta kontakt med Serena trots att hon sade till honom att inte göra det, och avslöjar i vredesmod Serenas sex-hemlighet för Dan, som blir upprörd och bestämmer sig för att tänka sig för innan han går in i överklassvärlden igen. Chuck provocerar Dan genom att kalla Jenny för slampa, vilket orsakar ännu ett bråk. Jenny tar kontakt med Blair för att få reda på huruvida Chuck hade spridit rykten om henne efter festen, och Blair upptäcker att Jenny kan visa sig vara värdefull som en del av den inre kretsen. Dan får reda på att Lily och Bart Bass, Chucks far, har ett hemligt förhållande. Titeln kommer från 1969 års film The Wild Bunch. |                 |                                        |                    |                                                                            |                             |                            |
| 3 | 3               | "Poison Ivy"                           | J. Miller Tobin    | Felicia D. Henderson                                                       | 3 oktober 2007              | 2.75                       |
| Medan tonåringarna i Upper East Side från skolorna Constance Billard och St. Jude's förbereder sig på ett efterlängtat besök av representanter från Ivy League-universiteten, får Blair och Chuck reda på en skandalös hemlighet om Serena som kanske inte kommer att förbli en hemlighet länge till. Dan har siktat in sig på den eftertraktade usher-positionen hos Dartmouth, men blir utslagen av Nate, som inte alls är intresserad av skolan trots hård press från sin kontrollerande far, kapten Archibald. Under tiden lär Jenny känna Serenas yngre bror, Eric, och Rufus tvingas svälja sin stolthet och fråga Lily om en tjänst för att hjälpa sin son Dan. Titeln kommer från 1992 års film Poison Ivy. |                 |                                        |                    |                                                                            |                             |                            |
| 4 | 4               | "Bad News Blair"                       | Patrick Norris     | Joshua Safran                                                              | 10 oktober 2007             | 2.80                       |
| Blair blir överlycklig när hennes mor Eleanor väljer henne att vara det nya ansiktet för sin nya klädkollektion. Blairs glädje förvandlas dock snart till svek och avundsjuka då Serena tar över rampljuset och hon hamnar ännu en gång i skuggan av Serena. Under tiden blir Serena och Dan ännu en gång påminda om att de kommer från två väldigt olika världar, och Nate och Chuck tar en grabbhelg för att återhämta sig efter Ivy-veckan. Titeln kommer från 1976 års film The Bad News Bears. |                 |                                        |                    |                                                                            |                             |                            |
| 5 | 5               | "Dare Devil"                           | Jamie Babbit       | Lenn K. Rosenfeld                                                          | 17 oktober 2007             | 2.41                       |
| Dan vänder ut och in på sig själv för att imponera på Serena på deras första officiella dejt. Samma natt blir Jenny inbjuden till Blair Waldorfs ökända pyjamasparty och leker "sanning eller konsekvens" där insatserna är höga. Under tiden upptäcker Lily att Eric saknas från sitt behandlingscenter, och hon söker hjälp av sin ex-pojkvän Rufus. Titeln kommer från 2003 års film Daredevil. |                 |                                        |                    |                                                                            |                             |                            |
| 6 | 6               | "The Handmaiden's Tale"                | Norman Buckley     | Jessica Queller                                                            | 24 oktober 2007             | 2.54                       |
| Dan slits mellan två tjejer när hans barndomsvän Vanessa återvänder hem och berättar om sina känslor för honom, just när han och Serena försöker komma fram till vad de betyder för varandra. På maskeradbal skickar Blair i väg Nate på Burträskbingo, men Nate är fortfarande distraherad av sina känslor för Serena. Trots att Blair bestämt klargör att utomstående inte är välkomna, smyger sig Jenny och Dan förklädda in på balen. Lily frågar Rufus om han vill följa med henne till en av Eleanor Waldorfs tillställningar för att göra Bart Bass avundsjuk. Titeln kommer från 1985 års bok The Handmaid's Tale. |                 |                                        |                    |                                                                            |                             |                            |
| 7 | 7               | "Victor, Victrola"                     | Tony Wharmby       | K.J. Steinberg                                                             | 7 november 2007             | 2.52                       |
| Serena och Dan erkänner slutligen att de är galna i varandra, trots deras väldigt olika världar som ständigt hotar att dra isär dem. Chuck överväger att investera i en burleskklubb i hopp om att göra sin kräsna far Bart, stolt över honom. Nate konfronterar sin far kaptenen angående drogerna som han hittat i huset, men hans far förnekar att han har problem. Jenny upptäcker en hemlighet som hennes far Rufus och hennes mor Alison har hållit gömd för henne. Blair blir ännu en gång förkrossad av Nates handlingar efter att Jenny avslöjar att Nate kysste henne av misstag i tron att det var Serena. Blair bestämmer sig för att ha sex med Nates bästa vän Chuck. Titeln kommer från gramofonmärket som tillverkades av The Victor Talking Machine Company på tidigt 1900-tal. Kan även vara en hänvisning till 1982 års film, Victor/Victoria. |                 |                                        |                    |                                                                            |                             |                            |
| 8 | 8               | "Seventeen Candles"                    | Lee Shallat-Chemel | Teleplay: Joshua Safran & Felicia D. Henderson Story: Felicia D. Henderson | 14 november 2007            | 2.95                       |
| Blair, förkrossad av Nates nuvarande tillstånd och fortfarande plågad av skuldkänslor från sitt senaste felsteg, klistrar på ett falskt leende inför sin 17:e födelsedag, för att försöka dölja sanningen för sina vänner. I hopp om att lindra spänningen mellan Serena och Vanessa tar Dan med sig Vanessa till Blairs fest för att de ska lära känna varandra, men detta gör bara Serena ännu mer obekväm. Jenny tar med sin mamma hem för en överraskningsvisit, men Rufus är inte säker på om han är redo att glömma och förlåta. Nates föräldrar ber honom att göra en stor uppoffring i ett försök att rädda hans fars firma, eftersom fadern står anklagad för förskingring och bedrägeri. Titeln kommer från 1984 års film Sixteen Candles. |                 |                                        |                    |                                                                            |                             |                            |
| 9 | 9               | "Blair Waldorf Must Pie!"              | Mark Piznarski     | Teleplay: Jessica Queller & K.J. Steinberg Story: Lenn K. Rosenfeld        | 28 november 2007            | 2.93                       |
| När Dan får reda på att Serena och hennes familj ska tillbringa Thanksgiving ensamma på The Palace, bjuder han in dem att fira högtiden med hans familj, vilket skapar en obekväm situation för Rufus och Lily, vars barn är omedvetna om deras komplicerade romantiska historia. Under tiden är Blair oförmögen att kontrollera sina känslor efter att hon fått reda på att hennes far inte kommer hem till Thanksgiving. Det antyds att Blair lider av bulimi. Nate tillbringar högtiden med sin mor och far, men deras obekväma middag går snabbt från dålig till värre. Titeln kommer från 2006 års film John Tucker Must Die. |                 |                                        |                    |                                                                            |                             |                            |
| 10 | 10              | "Hi, Society"                          | Patrick Norris     | Joshua Safran                                                              | 5 december 2007             | 2.44                       |
| Serenas planer på att inte närvara på den årliga balen läggs åt sidan när hennes mormor CeCe övertalar henne att närvara; Nate uppmärksammar Blairs nya glada humör och ber Chuck att ta reda på anledningen, han berättar då för honom att hon har en affär med den före detta St. Jude's-eleven Carter Baizen, vilket skapar drama på balen. Blair får reda på att Chuck gjorde detta för personlig vinning och avslutar deras affär. Hon återvänder ännu en gång till Nate och de har en passionerad natt. Under tiden går Jenny på balen trots att det är samma natt som invigningen av Alisons konstgalleri. Titeln kommer från 1956 års film High Society. |                 |                                        |                    |                                                                            |                             |                            |
| 11 | 11              | "Roman Holiday"                        | Michael Fields     | Jessica Queller                                                            | 19 december 2007            | 1.81                       |
| När Blairs far Harold kommer hem till julen med en oväntad gäst - sin pojkvän Roman - har Blair problem att gömma sin besvikelse och smider en plan för att bli av med Roman för gott. Jenny och Vanessa hjälper Serena att planera den bästa julöverraskningen någonsin för Dan, som kanske har sin egen överraskning för Serena. Chuck messar Blair att Nate har gjort honom sällskap i Monaco, vilket gör Blair orolig att Chuck ska avslöja detaljer om deras affär. Rufus vägrar att fortsätta vara den förstående maken efter att Alisons tidigare älskare ringer henne. Titeln kommer från 1953 års film Roman Holiday. |                 |                                        |                    |                                                                            |                             |                            |
| 12 | 12              | "School Lies"                          | Tony Wharmby       | Lenn K. Rosenfeld                                                          | 2 januari 2008              | 2.19                       |
| Serena, Blair, Nate, Chuck och deras följe bryter sig in i skolans simbassäng för att ha en rolig natt, men när en i deras grupp nästan drunknar hotar skolan att relegera personen ansvarig för inbrottet. Alla går med i en hemlig pakt att inte säga något, men det skapar stora spänningar för Serena och Dan, som inte är säker på om han vill ta skulden för någon annan och riskera sin framtid. Vanessa jobbar på ett dokumentärprojekt om privatskolor och råkar höra när Blair och Chuck diskuterar sin affär. Lily överväger att berätta för Rufus hur hon verkligen känner för honom. Titeln kommer från 1992 års film School Ties. |                 |                                        |                    |                                                                            |                             |                            |
| 13 | 13              | "The Thin Line Between Chuck and Nate" | Norman Buckley     | Felicia D. Henderson                                                       | 9 januari 2008              | 2.27                       |
| Gossip Girl rapporterar stolt att Serena van der Woodsen sågs köpa graviditetstester. Som vanligt är sanningen ofta smaskigare och mer skandalös än skvallret på Upper East Side, och den här gången är inget undantag. Titeln kommer från 1996 års film A Thin Line Between Love and Hate. |                 |                                        |                    |                                                                            |                             |                            |
| 14 | 14              | "The Blair Bitch Project"              | J. Miller Tobin    | K.J. Steinberg                                                             | 21 april 2008               | 2.50                       |
| Efter att ha blivit avsatt som "bidrottningen" återvänder Blair med viss tveksamhet till skolan med stöd av sin bästa vän Serena. Under tiden kämpar Serena för att anpassa sig till sitt nya boendearrangemang med sin framtida halvbror Chuck, medan hon mottar oroväckande paket från en okänd avsändare. Jennys strävan efter att bli populär når ett nytt rekord när hon bryter mot lagen för att passa in med sina Upper East Side-vänner. - Notering: Från och med detta avsnitt läggs Szohr (Vanessa) till i huvudrollslistan (dvs inte längre gästskådespelare), och står med i öppningssekvensen. Titeln kommer från 1999 års film The Blair Witch Project. |                 |                                        |                    |                                                                            |                             |                            |
| 15 | 15              | "Desperately Seeking Serena"           | Michael Fields     | Felicia D. Henderson                                                       | 28 april 2008               | 2.53                       |
| Serenas Upper East Side-värld vänds upp och ned när hennes tidigare partner Georgina Sparks återvänder till Manhattan för att ställa till med trubbel och röra upp Serenas förflutna. När Dan märker att Serena verkar frånvarande, drar han slutsatsen att det måste ha någonting att göra med Serenas nya rumskamrat och blivande halvbror Chuck. Nate får känslor för den sista personen som han förväntade sig att få kontakt med, Vanessa. Jenny träffar en ny kille, Asher Hornsby, som kan vara hennes biljett till permanent popularitet. Slutligen smider Blair en hemlig plan för att sabotera för sin största rival, Nelly Yuki. Titeln kommer från 1985 års film Desperately Seeking Susan. |                 |                                        |                    |                                                                            |                             |                            |
| 16 | 16              | "All About My Brother"                 | Janice Cooke       | Paul Sciarrotta                                                            | 5 maj 2008                  | 2.12                       |
| Georgina meddelar Serena att hon är beredd att avslöja skadlig information från Serenas förflutna, men ingen är beredd på vad Georgina gör härnäst. Blair och Jennys "popularitetskrig" eskalerar när de börjar sprida skandalösa rykten om varandra genom Gossip Girl. Dan bevittnar hur Jennys nya pojkvän Asher är otrogen med en annan pojke, som avslöjas vara Eric, Serenas bror, men Jenny vägrar att lyssna på sin brors varning. Rufus vänder sig till Lily för råd om hur han ska hantera Jennys nya beteende, som inte alls är likt henne. Titeln kommer från 1999 års film All About My Mother. |                 |                                        |                    |                                                                            |                             |                            |
| 17 | 17              | "Woman on the Verge"                   | Tony Wharmby       | Joshua Safran                                                              | 12 maj 2008                 | 2.71                       |
| Till följd av Georginas avslöjande om att Serena flydde Manhattan för internatskola, faller Serena tillbaka i sina gamla vanor och Blair, Nate och Chuck måste sätta sina komplicerade känslor för varandra åt sidan för att hjälpa sin vän. Olyckligtvis är Serena för skamsen för att berätta sanningen för Dan, vilket får honom att anta det värsta om sin flickvän. Rufus blir överlycklig när hans band blir inbjudet att uppträda på en Rolling Stone-sponsrad konsert, men Lily är den sista personen på jorden han förväntar sig att se under uppträdandet, speciellt eftersom hennes repetitionsmiddag inför bröllopet äger rum samma kväll. Titeln kommer från 1988 års film Women on the Verge of a Nervous Breakdown. |                 |                                        |                    |                                                                            |                             |                            |
| 18 | 18              | "Much 'I Do' About Nothing"            | Norman Buckley     | Josh Schwartz & Stephanie Savage                                           | 19 maj 2008                 | 3.00                       |
| Med sin bästa väns liv och rykte på spel, bestämmer sig Blair för att ta saken i egna händer och ta itu med den manipulativa och onda Georgina Sparks. Med Rufus konstant i minnet, förbereder sig Lily för sin bröllopsdag som är avsedd att bli årets sociala tillställning på Upper East Side. Serena avslöjar slutligen sanningen om sitt förflutna för Dan, men kommer det att visa sig vara för sent för att rädda förhållandet? Chuck medger även sina känslor för Blair till Nate, vilket tillåter de två att laga sin vänskap. Arvtagerskan och modellen Lydia Hearst gästspelar i avsnittet som Amelia, Lilys inredningsarkitekt. Titeln kommer från 1993 års film Much Ado About Nothing. |                 |                                        |                    |                                                                            |                             |                            |